# Alphonse Cassar
Pour les articles homonymes, voir Cassar.
Alphonse Cassar est un footballeur français, né le 25 avril 1932 à Hammam Lif (Tunisie) et mort le 24 février 2023 à Simiane-Collongue, qui évolue au poste de milieu offensif du milieu des années 1950 jusqu'au milieu des années 1960.

## Biographie
Fils de Roch Cassar et Clorinde Martini, Alphonse Cassar dispute 35 matchs en Division 1 sous les couleurs de Lille puis de Nîmes.

## Palmarès
- Vainqueur de la Coupe Charles Drago en 1962 avec Besançon
- Vainqueur du Championnat de Tunisie de football: 1951, 1954
- Vainqueur de la Coupe de Tunisie de football: 1950, 1951, 1954